# هربرت إس. سكوت
هربرت إس. سكوت (بالإنجليزية: Herbert S. Scott)‏ هو شاعر أمريكي، ولد في 8 فبراير 1931، وتوفي في 12 فبراير 2006.